# Serebria, Moghilău
Serebria (în ucraineană Серебрія) este o comună în raionul Moghilău, regiunea Vinnița, Ucraina, formată numai din satul de reședință. Râul Serebria - afluentul Nistrului - divizează satul in două mahale, cunoscute drept Serebria Rusă și Serebria Volochă (Valachă).

## Demografie
Componența lingvistică a satului Serebria
     Ucraineană (97,82%)
     Rusă (1,85%)
     Alte limbi (0,32%)
Conform recensământului din 2001, majoritatea populației satului Serebria era vorbitoare de ucraineană (97,82%), existând în minoritate și vorbitori de rusă (1,85%).